# Puente Carranza
Puente Carranza är en ort i Mexiko.   Den ligger i kommunen Bella Vista och delstaten Chiapas, i den sydöstra delen av landet, 800 km sydost om huvudstaden Mexico City. Puente Carranza ligger 1 379 meter över havet och antalet invånare är 117.
Terrängen runt Puente Carranza är bergig åt nordväst, men åt sydost är den kuperad. Runt Puente Carranza är det ganska tätbefolkat, med 78 invånare per kvadratkilometer. Närmaste större samhälle är Frontera Comalapa, 13,7 km nordost om Puente Carranza. Omgivningarna runt Puente Carranza är en mosaik av jordbruksmark och naturlig växtlighet.